# 志村直紀
志村 直紀（しむら なおき、1941年11月27日 - ）は、日本の元スキージャンプオリンピック代表選手。

## プロフィール
北海道夕張工業高等学校 - 日本大学 - 北海道拓殖銀行
1962年のユニバーシアードで7位となる（この大会で日本勢は上位7人中6人を占めた）。
同年のノルディックスキー世界選手権（ポーランド・ザコパネ）では70m級で32位だった。
1964年第9回インスブルックオリンピックで純ジャンプ70m級40位、90m級37位。

## 日本国内での主な競技成績
- 1959.03.08(日)　第30回宮様スキー大会国際競技会宮様スキー大会少年組　優勝
- 1961.03.02(木)　第2回NHK杯ジャンプ大会成年組　優勝
- 1966.02.10(木)　第44回全日本スキー選手権大会 (60メートル級)　優勝